# Robert Brent
Robert Brent (* 1764 im Stafford County, Colony of Virginia; † 14. September 1819 in Washington, D.C.) war ein US-amerikanischer Politiker. Zwischen 1802 und 1812 war er erster Bürgermeister von Washington D.C.

## Werdegang
Robert Brent war der Sohn eines Steinbruchbesitzers in Virginia. Später wurde er ebenfalls in dieser Branche tätig. Seit 1789 war er mit Notley Young, der Tochter eines Plantagenbesitzers, verheiratet. Die Familie ließ sich im Gebiet der späteren Bundeshauptstadt Washington nieder. Damit wurde Brent nach der Stadtgründung einer der ersten Bürger dieser Stadt. Aus seinen Steinbrüchen belieferte er die Baustellen der ersten Regierungsgebäude mit Sandsteinmaterialien. Dadurch wurde er ein angesehener und reicher Geschäftsmann.
Brent war ein Freund von US-Präsident Thomas Jefferson, der ebenfalls als Virginia stammte. Er wurde Mitglied der von diesem gegründeten Demokratisch-Republikanischen Partei. Im Juni 1802 wurde er von Jefferson zum ersten Bürgermeister der neuen Bundeshauptstadt ernannt. Bis 1812 war es üblich, dass der Bürgermeister von Washington jährlich vom jeweiligen Präsidenten ernannt wurde. Brent wurde in den folgenden Jahren von Jefferson bzw. dessen Nachfolger James Madison in seinem Amt bestätigt. Damit war er zehn Jahre lang von 1802 bis 1812 Bürgermeister der Bundeshauptstadt. Einschränkend muss man erwähnen, dass er damit nicht für den gesamten District of Columbia zuständig war. Die damals noch selbständige Stadt Georgetown hatte bis 1871 ihre eigene Verwaltung, der ein eigener Bürgermeister vorstand. Als Bürgermeister übersah Brent den städtebaulichen Aufbau der Stadt in der Gründerzeit und sorgte für den Aufbau der notwendigen Infrastruktur. Zwischen 1812 und 1820 wurde der Bürgermeister von Washington vom Stadtrat gewählt. Brent kandidierte 1812 und erreichte dieselbe Stimmenzahl wie sein Gegenkandidat Daniel Rapine. Dieser wurde dann per Losentscheid neuer Bürgermeister.
Zwischen 1801 und 1817 war Brent außerdem Friedensrichter in Washington und von 1806 bis 1814 war er Richter am Vormundschaftsgericht für Waisenkinder. Überdies fungierte er von 1808 bis 1819 als Leiter der Zahlstelle (Paymaster General) der United States Army. Er war auch Präsident der Patriotic Bank und der Firma Columbia Manufacturing Co. Robert Brent starb am 14. September 1819 an den Folgen eines Schlaganfalls.